# Sonata per a flauta en la menor (HWV 374)
La Sonata per a flauta en la menor (HWV 374) es creu que fou composta per Georg Friedrich Händel. Està escrita per a flauta i teclat (clavicèmbal). La data de la composició és desconeguda però aparegué publicada el 1730. Altres catàlegs de música de Händel la referencien com a HG xlviii,130; i HHA iv/3,57.
L'autenticitat de la sonata és incerta, tot i que està escrita en un estil molt handelià. Es coneix també com a "Halle Sonata núm. 1" i de vegades se l'anomena "Hallenser Sonaten", d'acord amb l'opinió de Chrysander que creia que era una obra primerenca. En l'edició de Chrysander es recull que està escrita per a flauta travessera ("Traversa") i la va publicar com a Sonata XVI.
Una interpretació típica dura aproximadament onze minuts i mig.

## Moviments
La sonata consta de quatre moviments:
| Núm. | Tipus   | Tonalitat | Mètrica | Compassos | Notes |
| ---- | ------- | --------- | ------- | --------- | --- |
| 1    | Adagio  | La menor  | 3/4     | 44        | Comença amb una línia atrevida amb intervals de sèptimes descendents que passa al baix amb un ritme persistent.                                                                                                   |
| 2    | Allegro | La menor  | 4/4     | 34        | Té dues seccions (15 i 19 compassos), cadascuna amb signes de repetició. El baix continuo segueix constantment a la flauta. El final de la primera secció i el començament de la segona secció estan en mi major. |
| 3    | Adagio  | La menor  | 4/4     | 25        | Té dues seccions (12 i 12 compassos), cadascuna amb signes de repetició. |
| 4    | Allegro | La menor  | 3/4     | 47        | Té dues seccions (23 i 24 compassos), cadascuna amb signes de repetició. El final de la primera secció i el començament de la segona secció estan en mi major.                                                    |

(Els moviments no contenen signes de repetició llevat que s'indiqui. El nombre de compassos està agafat de l'edició de Chrysander, i és el nombre que apareix en el manuscrit, sense incloure signes de repetició.)